# Owen Stirton
Owen Lucas Stirton (* 30. Januar 2007 in Forfar) ist ein schottischer Fußballspieler, der bei Dundee United in der Scottish Premiership unter Vertrag steht.

## Karriere

### Verein
Owen Stirton wurde in Forfar, etwa 20 km von Dundee entfernt geboren. Seit seinem siebten Lebensjahr war er bei Dundee United aktiv und schloss im Juni 2023 seinen ersten Profivertrag mit dem Verein ab. Im September 2023 gab Stirton sein Debüt in der ersten Mannschaft, als er bei einem 3:0-Sieg in der 3. Runde des Challenge Cup gegen Dunfermline Athletic für Glenn Middleton eingewechselt wurde. Im gleichen Monat folgte sein Debüt in der zweiten schottischen Liga gegen den FC Queen’s Park, als er erneut als Einwechselspieler eingesetzt wurde. Dundee stieg am Ende der Saison 2023/24 als Meister in die Scottish Premiership auf. Am 9. November 2024 debütierte der 17-jährige Stirton in der ersten schottischen Liga, als er am 12. Spieltag gegen Ross County in das Spiel kam, und mit seinem ersten Ballkontakt das Tor zum 3:0-Endstand erzielte. Im Januar 2025 wurde Stirton an den schottischen Drittligisten FC Montrose verliehen.

### Nationalmannschaft
Owen Stirton spielte im Jahr 2023 einmal für die schottische U17-Nationalmannschaft gegen Kasachstan bei dem ihm ein Tor beim 2:0-Sieg gelang.